# Дом кронпринца (Ландсхут)
Дом кронпринца (нем. Haus zum Kronprinzen) — дворец, расположенный в районе Альтштадт нижнебаварского города Ландсхут. Здание было построено в XV веке (около 1460 года) как резиденция члена совета герцогства Мартина Маира, а с 1485 года здесь размещалась канцелярия. В 1815 году дом стал гостиницей: в память о баварском наследнике престола Людвиге I, учившемся в университете Ландсхута, здание получило свое современное название «Zum Bayerischen Kronprinzen». Фасад здания был спроектирован около 1780 года в стиле классицизма; является памятником архитектуры.